# Valletta FC
Valletta Football Club – maltański klub piłkarski, mający swoją siedzibę w Valletcie, stolicy kraju.
W Polsce klub znany jest często jako FC La Valetta.

## Historia
Chronologia nazw:
- 1903: Valletta United FC
- 1932: klub rozwiązano
- 1937: Valletta City FC
- 1939: Valletta Saint Paul’s AFT
- 1943: Valletta FC - po fuzji z Valletta Prestons FC

Piłkarski klub Valletta FC został założony w Valletcie 28 września 1943 roku w wyniku fuzji klubów Valletta Prestons FC oraz Valletta Saint Paul’s AFT - następcą pierwotnie istniejącego klubu Valletta United (założony w 1903 roku), dwukrotnego mistrza Malty przed II wojną światową. W 1911 roku klub startował w First Division. W sezonie 1918/19 nie grał w First Division, ale następnie do 1932 był zawsze obecny na najwyższym szczeblu rozgrywek Maltese League. Po zakończeniu sezonu 1931/32, w którym zdobył mistrzostwo niespodziewanie klub zniknął z areny piłkarskiej.
Po kilku latach klub został reaktywowany jako Valletta City FC i w sezonie 1937/38 startował w First Division. W 1939 roku klub zmienił nazwę na Valletta Saint Paul’s AFT. W 1940 z powodu II wojny światowej rozgrywki piłkarskie zostały zawieszone.
28 września 1943 klub po fuzji otrzymał nazwę Valletta St.Paul’s FC, ale szybko przyjął obecną nazwę i po wznowieniu mistrzostw w sezonie 1944/45 startował w First Division. Sezon został zakończony z sukcesem, klub zdobył swój trzeci tytuł mistrzowski. Klub aż do sezonu 2023/2024 nieprzerwanie występował w najwyższej klasie rozgrywkowej, jednak po zakończeniu rozgrywek pożegnał się z elitą. Na arenie międzynarodowej zadebiutował w roku 1963, gdy w Pucharze Mistrzów zmierzył się z Duklą Praga w której grał słynny Josef Masopust.

## Sukcesy

### Trofea międzynarodowe
| \| \| Zdobyte trofea w rozgrywkach międzynarodowych (stan na: 28-04-2021) \| |                                                                     |      |                                                      |
| Rozgrywki                                                                    | Osiągnięcie                                                         | Razy | Sezon(y)                                             |
| · Liga Mistrzów · (Puchar Europy)                                            | zdobywca                                                            | 0    |                                                      |
| · Liga Mistrzów · (Puchar Europy)                                            | finalista                                                           | 0    |                                                      |
| · Liga Mistrzów · (Puchar Europy)                                            | 2 runda kw.                                                         | 6    | 1999/00, 2011/12, 2012/13, 2014/15, 2016/17, 2019/20 |
| · Liga Europy · (Puchar UEFA)                                                | zdobywca                                                            | 0    |                                                      |
| · Liga Europy · (Puchar UEFA)                                                | finalista                                                           | 0    |                                                      |
| · Liga Europy · (Puchar UEFA)                                                | 3 runda kw.                                                         | 1    | 2019/20                                              |
| · Puchar Zdobywców                                                           | zdobywca                                                            | 0    |                                                      |
| · Puchar Zdobywców                                                           | finalista                                                           | 0    |                                                      |
| · Puchar Zdobywców                                                           | 1 runda                                                             | 5    | 1964/65, 1975/76, 1977/78, 1983/84, 1991/92          |
| FIFA                                                                         | Zdobyte trofea w rozgrywkach międzynarodowych (stan na: 28-04-2021) |      |                                                      |

### Trofea krajowe
| \| \| Zdobyte trofea w rozgrywkach Malty (stan na: 31-05-2016) \| |                                                          |      | |
| Rozgrywki                                                         | Osiągnięcie                                              | Razy | Sezon(y) |
| Mistrzostwo                                                       | I miejsce                                                | 25   | 1914/15*, 1931/32*, 1944/45, 1945/46, 1947/48, 1958/59, 1959/60, 1962/63, 1973/74, 1977/78, 1979/80, 1983/84, 1989/90, 1991/92, 1996/97, 1997/98, 1998/99, 2000/01, 2007/08, 2010/11, 2011/12, 2013/14, 2015/16, 2017/18, 2018/19 |
| Mistrzostwo                                                       | II miejsce                                               | 17   | 1927/28*, 1946/47, 1956/57, 1960/61, 1961/62, 1963/64, 1964/65, 1978/79, 1982/83, 1986/87, 1988/89, 1990/91, 1995/96, 2008/09, 2009/10, 2014/15, 2019/20                                                                          |
| Mistrzostwo                                                       | III miejsce                                              | 22   | 1913/14*, 1919/20*, 1923/24*, 1924/25*, 1925/26*, 1928/29*, 1929/30*, 1930/31*, 1937/38*, 1948/49, 1950/51, 1952/53, 1968/69, 1971/72, 1976/77, 1985/86, 1992/93, 1993/94, 1994/95, 1999/00, 2002/03, 2012/13                     |
| Puchar                                                            | zdobywca                                                 | 13   | 1959/60, 1963/64, 1974/75, 1976/77, 1977/78, 1990/91, 1994/95, 1995/96, 1996/97, 1998/99, 2000/01, 2009/10, 2013/14 |
| Puchar                                                            | finalista                                                | 13   | 1946/47, 1956/57, 1958/59, 1961/62, 1969/70, 1975/76, 1982/83, 1984/85, 1991/92, 1993/94, 1997/98, 2008/09, 2010/11 |
| Superpuchar                                                       | zdobywca                                                 | 11   | 1989/90, 1994/95, 1996/97, 1997/98, 1998/99, 2000/01, 2007/08, 2010/11, 2011/12, 2012/13, 2016/17 |
| Superpuchar                                                       | finalista                                                | 6    | 1986/87, 1990/91, 1991/92, 1992/93, 1995/96, 2013/14 |
| Malta                                                             | Zdobyte trofea w rozgrywkach Malty (stan na: 31-05-2016) |      | |

Uwaga:
:*  jako Valletta United (1914/15*, 1931/32*).

## Stadion
Klub rozgrywa swoje mecze domowe na stadionie Ta’ Qali Stadium w Ta’ Qali, który może pomieścić 17000 widzów. Wcześniej grał na boisku przy St. George’s Square.

## Piłkarze
Skład w sezonie 2016/2017:
| Nr | Poz. | Piłkarz          |
| -- | ---- | ---------------- |
| 2  | OB   | Jonathan Caruana |
| 4  | OB   | Steve Borg       |
| 5  | OB   | Ryan Camilleri   |
| 6  | OB   | Juan Cruz Gill   |
| 8  | PO   | Santiago Malano  |
| 9  | NA   | Michael Mifsud   |
| 10 | PO   | Roderick Briffa  |
| 11 | NA   | Luke Montebello  |
| 21 | PO   | Llywelyn Cremona |
| 22 | OB   | Nicholas Pulis   |

| Nr | Poz. | Piłkarz             |
| -- | ---- | ------------------- |
| 23 | PO   | Claudio Pani        |
| 24 | PO   | Uchenna Umeh        |
| 25 | OB   | Leandro Aguirre     |
| 27 | PO   | Jhonnattann         |
| 28 | BR   | Nicky Vella         |
| 29 | BR   | Džiugas Bartkus     |
| 84 | PO   | Valdo Alhinho       |
| 90 | OB   | Romeu               |
| 99 | NA   | Tomas Radzinevičius |
| –  | NA   | Maximiliano Velasco |

## Inne
- Boys Empire League FC
- Malta University FC
- Valletta Prestons FC
- Valletta Rovers FC